# 8400 Tomizo
8400 Tomizo este un asteroid din centura principală de asteroizi.

## Descriere
8400 Tomizo este un asteroid din centura principală de asteroizi. A fost descoperit pe 4 ianuarie 1994 la Ōizumi de Takao Kobayashi. El prezintă o orbită caracterizată de o semiaxă mare de 2,60 ua, o excentricitate de 0,19 și o înclinație de 13,8° în raport cu ecliptica.